# Alexandros Chrysafos
Alexandros Khrysafos (griechisch Ἀλέξανδρος Χρύσαφος) war ein griechischer Schwimmer, der an den Olympischen Sommerspielen 1896 teilnahm. Er trat an im Wettbewerb über 100 Meter Freistil, bei dem er nicht unter den besten zwei lag. Genauere Ergebnisse sind nicht bekannt.